# Treblinka
Treblinka es una aldea de 227 habitantes situada en la gmina de Małkinia Górna, en el powiat  de Ostrów Mazowiecka, Voivodato de Mazovia, a unos 80 km al nordeste de Varsovia, en el este de Polonia. El pueblo está cerca del río Bug Occidental.

## Historia
Treblinka fue la ubicación del campo de exterminio de Treblinka, donde se estima que entre 870 000 y 925 000 personas (mayoritariamente judíos) fueron sistemáticamente asesinadas durante el Holocausto bajo el dominio del nazismo de Adolf Hitler. Las primeras deportaciones comenzaron en el transcurso de la Grossaktion de Varsovia cuando alrededor de 254 000 presos del Gueto de Varsovia fueron llevados con trenes en el verano de 1942. El exterminio en masa no finalizó hasta la liberación a manos de las tropas soviéticas en julio de 1944.